# Aras (fiume)
Il fiume Aras o Arasse (in armeno Արաքս?, in persiano ارس‎, in turco Aras, in azero Araz, in curdo Aras‎ o Araz; in russo Аракс?) scorre alle pendici del monte Ararat, segnando il confine tra Turchia, Armenia, Iran e Azerbaigian. Ha una lunghezza di 1 072 km. È conosciuto anche con i nomi di Arax o Araxes.

## Corso del fiume

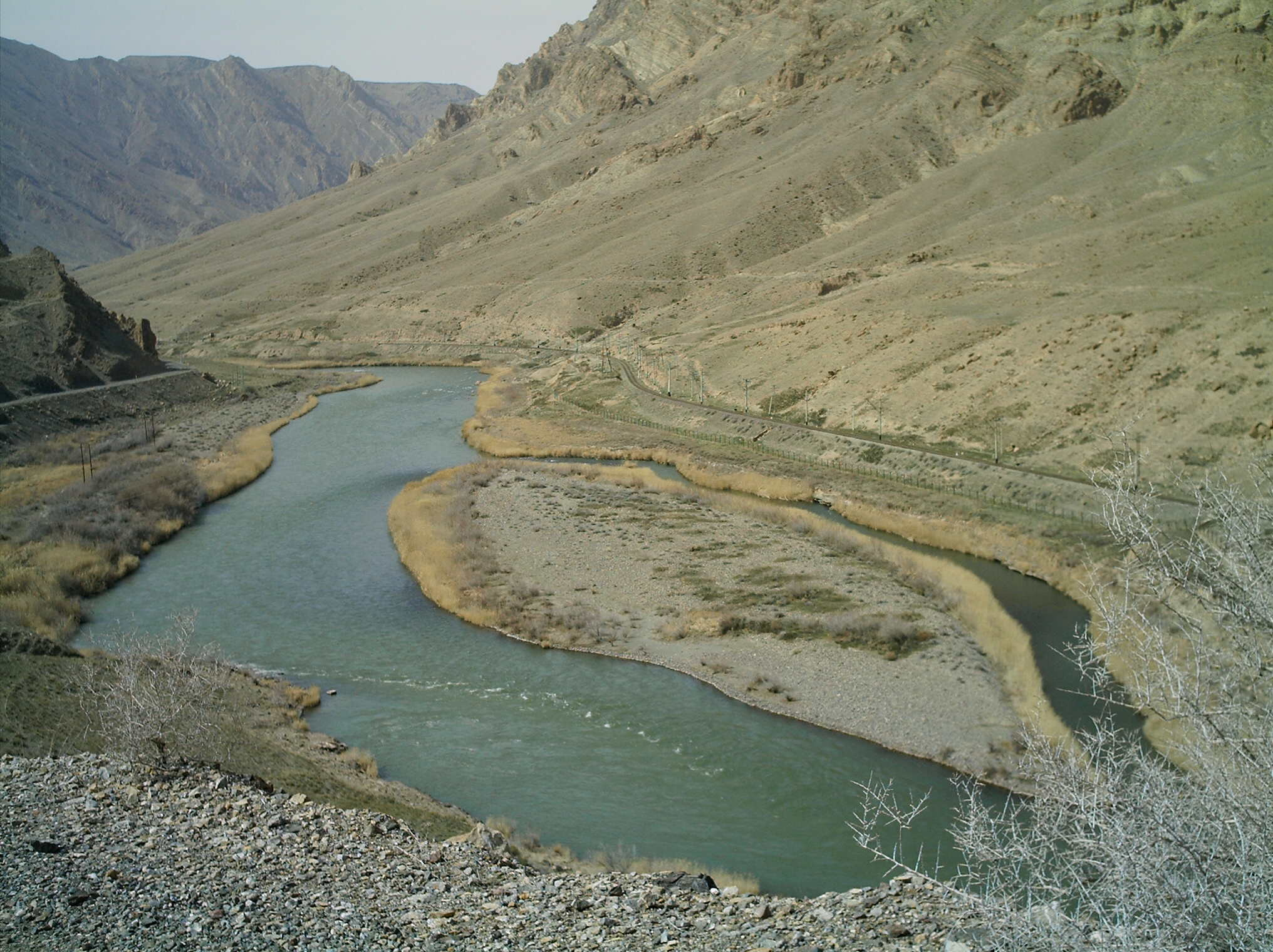
Un tratto dell'alto corso dell'Aras, non navigabile per via della tortuosità dell'alveo

Il fiume Aras sorge nei pressi di Hınıs in Turchia, confluisce con il fiume Akhurian a sud-est di Digor, scorre lungo il confine turco-armeno e quindi tra Turchia ed exclave azera del Naxçıvan continua quindi lungo i confini Iran-Naxçıvan e Iran-Armenia, e di nuovo Iran-Azerbaigian per sfociare infine nel fiume Kura.

## Storia
L'origine del nome Aras risale alla antica Armenia e, stando alla Storia della Grande Armenia di Mosè di Corene, deriva dal nome di Erast, discendente del leggendario patriarca Haik. Più tardi è stato ellenizzato come Araxes. Molte volte è il fiume Volga che viene indicato con tale nome, specialmente in Erodoto, nel primo libro delle Storie.
In tempi moderni l'Aras diventa importante come confine politico. Nei termini dei trattati di Golestan (1813) e di Turkmenchay (1828) il fiume è stato scelto come confine tra l'Impero russo e l'Impero persiano qajar. Iran e Unione Sovietica hanno costruito una diga comune sull'Aras nell'area di Poldasht.

## Citazioni
Il fiume Arasse viene citato da Virgilio nell'VIII libro dell'Eneide: disdegnoso il ponte nel dorso si scotea l’Armenio Arasse 
e nella canzone Holy Mountains dei System of a Down.